# Aetna Estates
Aetna Estates – jednostka osadnicza w Stanach Zjednoczonych, w stanie Kolorado, w hrabstwie Arapahoe.